# BSC Sendling
Der Ballspielclub Sendling München 1918 ist ein Sportverein aus München. Der Verein entstand 1948 aus dem Zusammenschluss des BSC München mit der 1918 gegründeten SpVgg Sendling.

## Geschichte
Der BSC München wurde 1920 als Arbeitersportverein gegründet und nahm fünfmal an der Endrunde um die deutsche Meisterschaft im Arbeiterfußball teil. Der damalige Spielort war die Theresienwiese unterhalb der Bavaria. Die SpVgg Sendling stieg 1944 in die Staffel München/Oberbayern der Gauliga Bayern auf und belegte in der Saison 1944/45 den fünften Platz.
Nach dem Zusammenschluss mit der SpVgg 1918 Sendling 1948 spielte der BSC Sendling zwischen 1954 und 1958 in der I. Amateurliga Südbayern, der damals höchsten Amateurklasse. 1972 wurde der BSC Sendling Meister der Landesliga Bayern und gehörte daraufhin für zwei Spielzeiten bis 1974 der drittklassigen Bayernliga an.
In der Saison 2019/20 schloss sich der ehemalige U-19 Europameister Savio Nsereko der 1. Herrenmannschaft als Co-Trainer und der 2. Herrenmannschaft als Trainer an.

## Persönlichkeiten
- Peter Grünberger
- Dejan Lovren
- Savio Nsereko
- Rubén Plaza
- Michael Probst
- Anida Salkanović
- Claus Schromm
- Grzegorz Więzik